# Ля-дієз мінор
Ля-дієз мінор (A-sharp minor, ais-Moll) — мінорна тональність, тонікою якої є звук ля-дієз. Гама ля-дієз мінор містить звуки: 
ля♯ - сі♯ - до♯ - ре♯ - мі♯ - фа♯ - соль♯
 A♯ - B♯ - C♯ - D♯ - E♯ - F♯ - G♯.
Паралельна тональність — до-дієз мажор, однойменний мажор — (енгармонічно рівний) сі-бемоль мінор. Ля-дієз мінор має сім дієзів біля ключа (фа-, до-, соль-, ре-, ля-, мі-, сі-).
| музика | Це незавершена стаття про музику. Ви можете допомогти проєкту, виправивши або дописавши її. |